# Drosanthemum floribundum
Drosanthemum floribundum — вид сукулентних багаторічних рослин, що належить до родини аїзових (Aizoaceae).

## Назва
В англійській мові має назви «росоцвіт» (англ. dew-flower), «крижана розеа» (англ. rosea ice plant). Обидві назви, як і значення грецьких слів у назві роду — роса (drosos) та квітка (anthos), вказують на те, що квіти рослини виблискують на сонці як роса чи крига.

## Будова
Багаторічник, що килимом покриває ґрунт маленькими світлозеленими сукулентними листками. Щовесни рясно вкривається металічно-багряними квітами.

## Поширення та середовище існування
Зростає у Малому Кару в Південно-Африканській Республіці. Здатний виживати в екстримальних умовах, встилаючи великі території ґрунту. Одна рослина може покрити 2 м². Інвазивний вид у Австралії.

## Практичне використання
Місцеві фермери у посуху випасали худобу на полях Drosanthemum floribundum.
Вирощується як садова декоративна рослина.

## Галерея

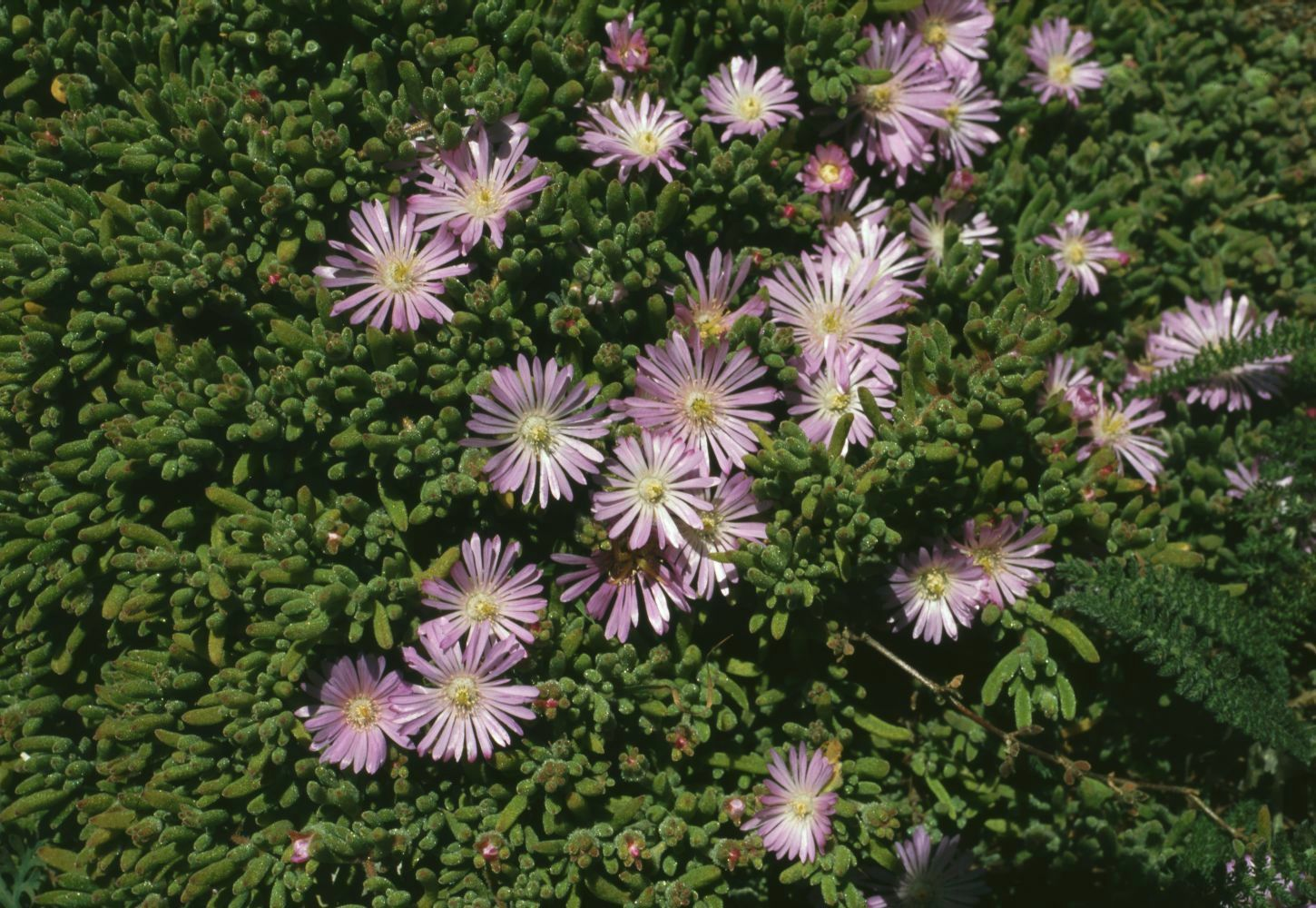
Квіти
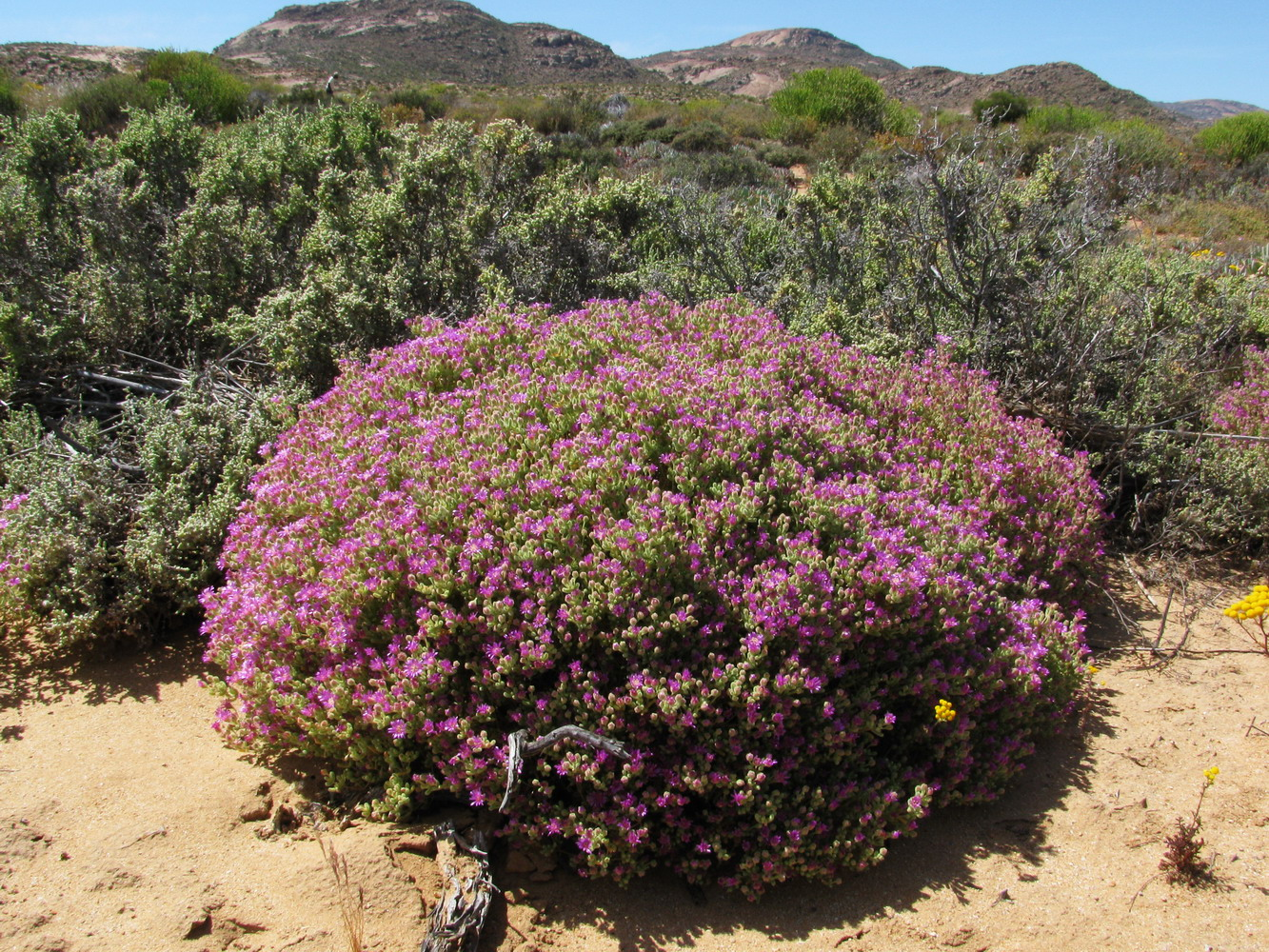
Кущик
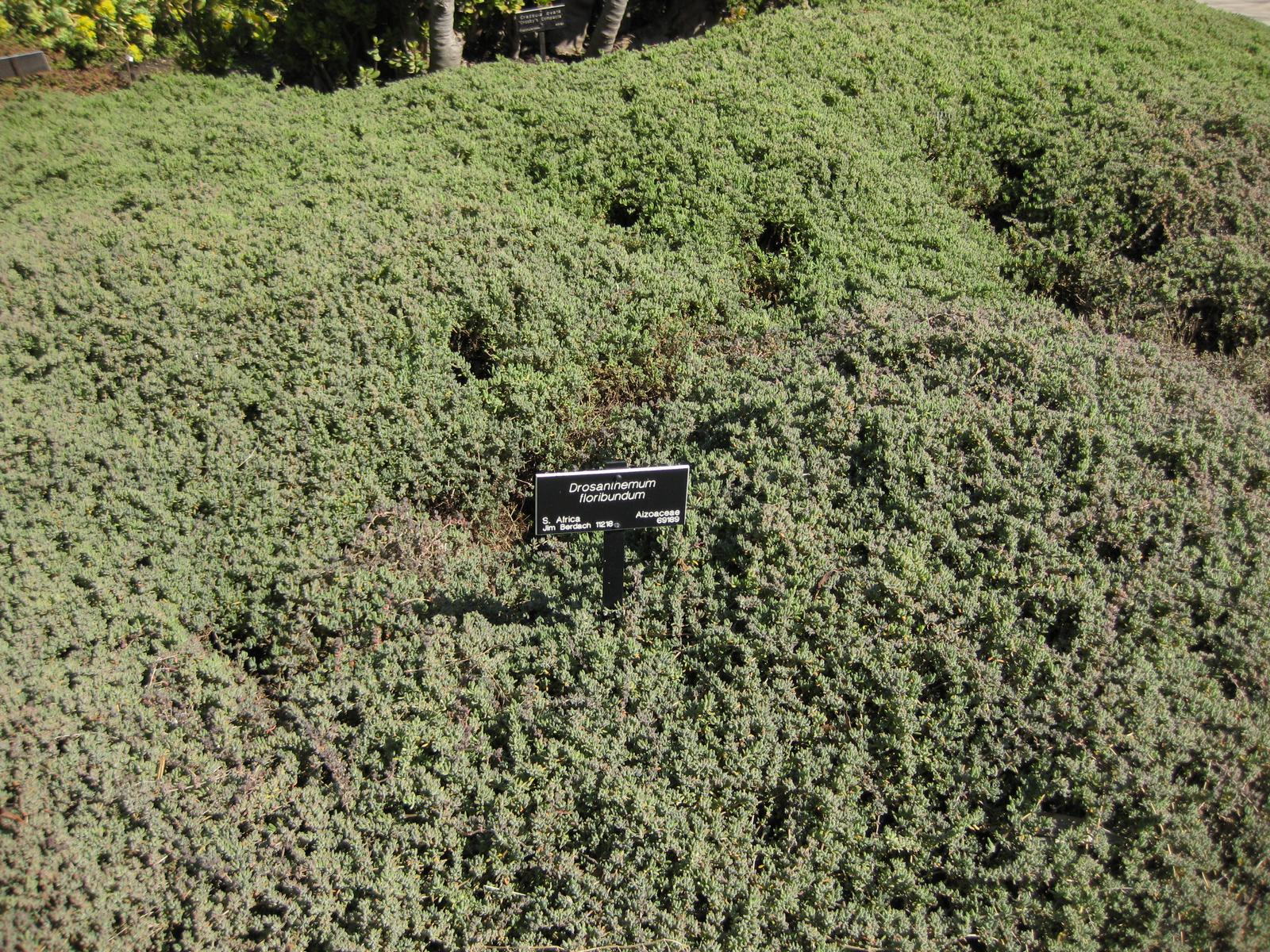
Килим з рослин